# 根纳季·斯克利亚尔
根纳季·伊万诺维奇·斯克利亚尔（羅馬化：Gennadiy Ivanovich Sklyar；1952年5月17日—）是俄罗斯政治人物，第七届和第八届国家杜马代表。
1991年之前，斯科利亚尔一直是苏联共产党党员。1991年10月，他成为俄罗斯左派社会主义方向统一的发起人之一。1992年12月，在莫斯科举行的工人社会党成立大会上，他被选为该党联合主席之一。1993年成为俄罗斯最高苏维埃第一副主席的专家和私人顾问。1994年至1996年，他担任联邦委员会议员瓦列里·苏达连科夫的助理。2016年和2021年，他分别担任第七届和第八届国家杜马代表。

## 制裁
斯克利亚尔于2022年因俄乌战争而受到英国政府制裁。